# Publicidad contextual
La publicidad contextual es un tipo de publicidad segmentada que llega al público interesado de maneras diferentes, como anuncios de texto, anuncios gráficos o videos. Este sistema realiza un rastreo de la página y muestra aquellos anuncios de productos o servicios acordes con las palabras contenidas en la misma. Las principales empresas dedicadas a la publicidad contextual son Google, Yahoo y Microsoft
La publicidad contextual y segmentada permite colocar anuncios de texto, imágenes o vídeos en sitios web donde el producto se comenta, o blogs en donde los temas que se tratan están relacionados con los servicios o productos que se desea publicitar.
Esta publicidad puede ser muy efectiva, dado que la gente que lee el blog son, por ejemplo, las personas que ya poseen el producto ofertado en cuyo caso podría vender accesorios para ellos, o que están informándose sobre él.
La publicidad contextual genera una exposición rápida de la etiqueta en un gran número de sitios web, pero solo paga por los clicks que efectivamente se redirige a su sitio web. Es decir, uno no paga por el número de impresiones de la publicidad, sino por el número de clicks realizados en el complemento por los clientes potenciales.

## Google AdSense

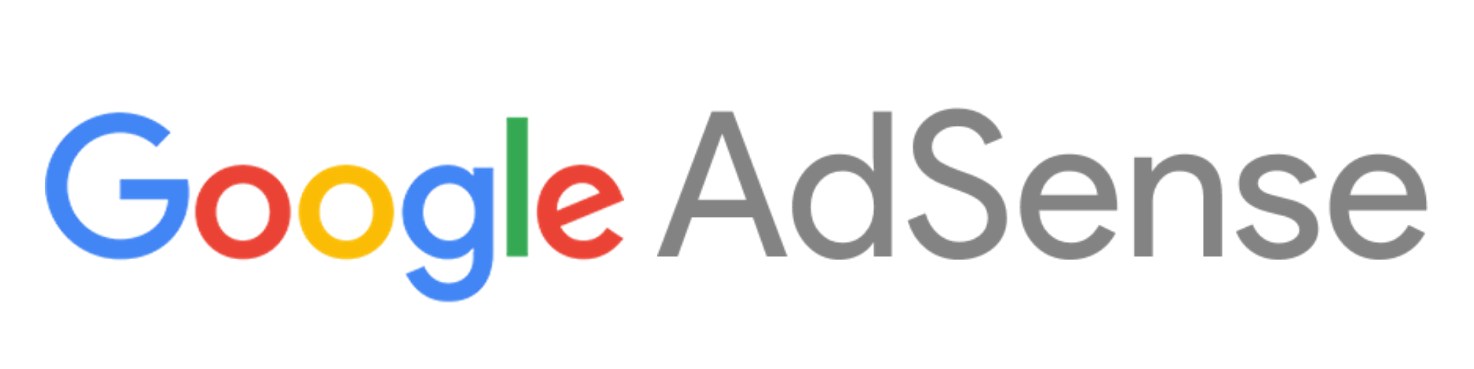
Google AdSense, el servicio de publicidad contextual más utilizado del mundo

Google AdSense es uno de los principales gestores de publicidad contextual en Internet. Google fue el primero en crear este nuevo servicio y es actualmente uno de los más importantes. Para obtener los servicios de AdSense ha de ser aceptada, tanto la página como el blog, por Google y ellos deciden si se publicarán anuncios o no. Aunque en un principio se podía leer en la red que es el primer programa que permite a todo el mundo insertar publicidad, en realidad toda página pasa por unos filtros de preselección de Google.
Realmente, AdSense nunca dice exactamente cuanto paga por cada click que realiza el usuario, sino que Google siempre se reserva unos porcentajes.
De todas las estrategias que Google ha usado en AdSense, la inserción de videos a través de YouTube ha sido la única que no ha reportado suficientes beneficios, por lo que se decidió eliminar del servicio.
Al ser AdSense un servicio gratuito que permite a cualquier webmaster obtener beneficios a través de la inserción de anuncios contextuales en su sitio web, se ha convertido en un servicio con gran auge. Esto ha permitido a Google ser pionero en la publicidad contextual y aumentar en gran medida sus ingresos.

## Otros servicios de publicidad contextual en línea
Existen varios servicios de publicación de publicidad contextual:
- adSense
- Microsoft PubCenter
- Yahoo! Publisher Network
- Kontera
- Infolinks
- Contextualize-it